# Slaget ved Bir el Abd
Slaget ved Bir el Abd (9. august 1916) blev udkæmpet mellem styrker fra det Britiske Imperium og det Osmanniske Rige, under Sinai og Palæstina-felttoget under 1. Verdenskrig.
Slaget fandt sted i Sinaiørkenen efter den britiske sejr i slaget ved Romani (3.–5. august). Den britiske beredne Anzac division med den 5. beredne brigade tilknyttet fik til opgave at forfølge en retirerende osmannisk styrke. Britiske patruljer fandt den den 8. august og resten af ANZAC divisionen gik i stilling så den kunne angribe den følgende dag. Angrebet blev indledt tidligt den 9. august og det blev en dag med angreb og modangreb. Til sidst først på aftenen beordrede general Chauvel, ANZAC divisionens chef, sine tropper til at trække sig tilbage og overlade slagmarken til den osmanniske styrke.

## Slaget

### Fremrykning og kontakt
Sejren i slaget ved Romani havde udmattet den beredne Anzac division og de to enheder som havde været mest involveret - 1. og 2. lette beredne brigade - blev sendt af sted for at hvile ved Romani og Etmaler, mens resten af divisionen med 5. beredne brigade under dens kommando blev sendt af sted for at følge den retirerende osmanniske styrke. Da osmannerne rykkede frem over Sinaiørkenen havde de bygget en række stærke forsvarsstillinger. Dem gjorde de nu brug af, da de trak sig tilbage østpå mod den egyptisk-palæstinensiske grænse.
Den 7. august fandt den beredne newzealandske riffelbrigade, som var forrest i forfølgelsen af den osmanniske styrke, deres bagtrop ved Oghratina. I et forsøg på at omgå deres venstre flanke opdagede den, at modstanden var for kraftig og trak sig tilbage. Tidligt næste dag opdagede patruljer, at bagtroppet havde trukket sig tilbage i løbet af natten. Patruljerne fortsatte deres rekognoscering og opdagede igen den osmanniske styrke, som nu befandt sig i det høje terræn øst for Bir ed Abd omkring 35 km øst for Romani på vejen til al-Arish. Denne sat slog divisionens hovedkvarter, 5. beredne og newzealand brigaden lejr ved Oghratina mens de ventede på at 1. og 2. lette beredne brigade skulle slutte sig til dem. Begge disse brigader var imidlertid langt under styrke og der måtte dannes en sammensat brigade ud af de to enheder. Den 9. august rykkede divisionen fremad igen med den newzealandske brigade i centrum. Den sammensatte brigade var til venstre og den 3. lette beredne brigade til højre. Den osmanniske bagtrop blev mødt mens den holdt en bred front på 16 km, som førte tilbage til Bir el Abd. Den sammensatte brigade skulle søge mod en stilling 3 km nordøst for den osmanniske forsvarsstilling. Den newzealandske brigade skulle trænge direkte frem mod stillingen mens den 3. lette brigade skulle holde kontakt til newzealænderne og derpå rykke rundt om den osmanniske stilling og placere sig omkring 8 km øst for den så den kunne blokere enhver tilbagetrækning og forstyrre osmannernes kommunikationslinjer. 5. beredne brigade skulle være i reserve.

### Bir el Abd
Den osmanniske stilling ved Bir el Abd bestod af velbyggede skyttegrave og skanser. Den havde overblik over enhver adgangsvej, som briterne kunne vælge. Osmannerne havde brugt tiden siden de ankom godt, dels på at komme sig oven på deres nederlag i de foregående dage, dels på at få nye forsyninger og forstærkninger, så den osmanniske styrke nu var på 6.000 mand - dobbelt så mange som Chauvel havde til rådighed. De havde også god støtte fra bjergartilleri og haubitser. Maskingeværerne blev bestjent af tyske soldater og artilleriet af østrigere.
Den newzealandske fremrykning begyndte kl. 4 samtidig med at 3. brigade rykkede mod en skanse 3 km mod syd. Først en time senere rykkede den blandede brigade ud, men de opdagede et skyttegravssystem fra brønden til Lake Bardawil. ANZAC Divisionen rykkede frem gennem beskydning fra artilleri og maskingeværer indtil denne blev så kraftig, at de truede deres hestes sikkerhed. De fortsatte derfor til fods. 
De rykkede imidlertid ikke frem i en sammenhængende linje. Der var et hul på omkring 700 meter mellem newzealænderne og den blandede brigade og omkring 1,5 km mellem 3. brigade og newzealænderne. Kl. 5 var newzealænderne nået frem til et højdepunkt, med udsigt ned til brønden og de osmanniske stillinger. En time senere kom de osmanniske tropper ud af deres skyttegrave med påsatte bajonetter og angreb den newzealandske brigade i to kolonner. Dette første angreb slog fejl overfor newzealændernes maskingeværer og støtteild fra Somerset batteriet. Det næste angreb på newzealænderne kom 30 minutter senere. Så kom den blandede brigade, som stadig var under fremrykning under beskydning fra artilleri, antiluftskyts og maskingeværer, og de blev stoppet omkring 700 meter fra den osmanniske linje. Kl. 7 havde osmannerne opdaget hullet i ANZAC divisionens linje mellem newzealænderne og den blandede brigade og forsøgte at udnytte det. En time senere på den sydlige flanke blev den 3. brigades fremrykning stoppet og de fik ordre til at ændre retning mod Ard i stedet for at omgå den. På samme tid skulle de lukke hullet til newzealænderne. 
Den newzealandske brigade rykkede igen frem og på et tidspunkt så det ud som om to af dets regimenter kunne bryde ind i den osmanniske stilling. 
I nord og syd var brigaderne imidlertid blev stoppet. Den osmanniske artilleribeskydning intensiveredes og kl. 10.30 bad Chauvel om luftstøtte til at finde deres batterier. En del af problemet var at de var af større kaliber end de britiske og kunne skyde længere. På samme tid sendte han sine reserveregimenter Warwickshire Yeomanry af sted for at støtte den sammensatte brigade.
Kl. 11.30 var ANZAC divisionen placeret i en halvmåne omkring 5 km af de osmanniske stillinger og kunne se kameltransporter afgå mod øst. 30 minutter senere begyndte de osmanniske tropper et modangreb langs hele deres linje. En af deres artillerigranater ramte de forreste hjul på en kanonlavet og dræbte 4, sårede flere og dræbte 37 heste. De osmanniske soldater rykkede nu frem i bølger mod den newzealandske brigade, men støttet af deres artilleri lykkedes det dem at slå dem tilbage. Den blandede brigade var osmannernes næste mål. Warwickshire Yeomanry forstærkede dem, måtte selv afvise angreb fra 3 bataljoner. 3. brigade, som også blev angrebet, meddelte Chauval at der ikke var stor chance for at de kunne bryde igennem de osmanniske linjer. Mod nord blev den sammensatte brigade kl. 14 tvunget tilbage og Ayrshire batteriet, som støttede dem var i fare for at blive løbet over ende. Chauvel indsatte sine sidste reserver her for at sikre stillingen og det lykkedes dem at trække kanonerne tilbage. Langs hele Anzac divisionens front trak de sig tilbage. ANZAC divisionen holdt ud i de næste to timer, mens de langsomt trak sig tilbage. Osmannerne så den mulighed de stod overfor og det osmanniske artilleri øgede deres beskydning. For at imødegå dette red Anzac divisionens eskadroner frem indtil den voksende beskydning tvang dem til at sidde af, hvorefter de forsøgte at angribe til fods. Indtil kl. 15, hvor Chauvel beordrede divisionen til at angribe, var der ikke megen fremgang. I nord angreb 2-3.000 mand den sammensatte brigade kl. 16.30, og nåede ind på en afstand af nogle få hundrede meter fra ANZAC divisionens linjer. Til højre var New Zealand brigaden nu udsat fordi de to brigader på siden af den trak sig længere tilbage, og deres stilling blev udsat for beskydning fra begge sider. Kl. 17 indledte osmannerne et stort modangreb og ANZAC divisionen blev tvunget til at trække sig tilbage. En eskadron af 9. lette beredne regiment, som forsøgte at bjerge deres sårede, ventede indtil de var under 45 meter borte inden de trak sig tilbage, og måtte efterlade tre sårede. Indtil kl. 17.30 var der fare for en nærkamp mand mod mand. Chauvel blev tvunget til at give ordre til en generel tilbagetrækning. Da osmannerne så hvad der var ved at ske, forsøgte de endnu mere at bryde gennem divisionens front. ANZAC divisionen trak sig trinvis tilbage mens eskadronerne dækkede hinanden, først tilbage til deres heste og derefter red de tilbage i sikkerhed.

## Efterspil
Den osmanniske styrke havde vist Anzac divisionen, at den fortsat havde kampkraft. De havde vendt briternes angreb til forsvar og derpå fordrevet dem. Anzac divisionens tab var 73 døde, 243 sårede og 6 savnede. De osmanniske tab i slaget kendes ikke, men i alt mistede de halvdelen af deres styrke på 18.000 mand under deres indfald i Sinai. Det var meningen af ANZAC divisionen skulle slå lejr for natten i nærheden, så de kunne skygge den osmanniske styrke den følgende dag, hvis de trak sig tilbage. Chauvel valgte imidlertid at trække divisionen tilbage, bortset fra nogle observationsposter, helt tilbage til Oghratina. Rekognosceringspatruljer rapporterede den 10. august at osmannerne stadig holdt området omkring brønden besat. Tidligt den følgende morgen rapporterede den newzealandsk patrulje, at osmannerne havde forladt stillingen og var ved Salama. Resten af Anzac divisionen rykkede frem for at få kontakt med den osmanniske styrke, men begge sider nøjedes med at beskyde hinanden på lang afstand med artilleri og rifler. Denne nat afbrød den osmanniske styrke kontakten og trak sig tilbage til al-Arish.